# Шаниха
Шаниха — деревня в Сычёвском районе Смоленской области России. Входит в состав Бехтеевского сельского поселения. Население — 3 жителя (2007 год), в июне 2010 года население составлял 1 человек. 
Расположена в северо-восточной части области в 18 км к юго-западу от Сычёвки, в 14 км западнее автодороги Р134 «Старая Смоленская дорога» Смоленск — Дорогобуж — Вязьма — Зубцов, на берегу реки Крисный. В 18 км восточнее деревни расположена железнодорожная станция Вазуза на линии Вязьма — Ржев.

## История
В годы Великой Отечественной войны деревня была оккупирована гитлеровскими войсками в октябре 1941 года, освобождена в марте 1943 года.